# Bockskär, Houtskär
Bockskär är en ö i Finland. Den ligger i Skärgårdshavet och i kommunen Pargas i landskapet Egentliga Finland, i den sydvästra delen av landet. Ön ligger omkring 64 kilometer väster om Åbo och omkring 210 kilometer väster om Helsingfors.
Öns area är 28 hektar och dess största längd är 0,8 kilometer i öst-västlig riktning. Ön höjer sig omkring 25 meter över havsytan.